# ルドルフ・グリム
ルドルフ・グリム（Rudolf Grimm、1961年11月10日 -）はオーストリア出身の実験物理学者。極低温原子および量子気体の研究を主に行っている。世界で初めて（自身のチームとともに）分子のボース＝アインシュタイン凝縮の実現に成功した。

## 経歴
1986年、ハノーファー大学で物理学の学位を取得し、1986年から1989年までチューリッヒ工科大学(Swiss Federal Institute of Technology)で研究員を務め、モスクワ近郊のTroitskにあるソ連科学アカデミーの分光学研究所に半年間留学した。その後10年間、マックス・プランク原子核物理研究所（Max Planck Institute for Nuclear Physics）の研究員としてハイデルベルクで過ごした。1994年、実験物理学における博士号(venia docendi)を受けたことにより、ハイデルベルク大学の教授になる資格を得るための申請をした。2000年、インスブルック大学の実験物理学の職に任命され、2005年からは数学、コンピュータサイエンス、物理学のディーン、2006年からは量子物理学研究センターの長官を務めた。2003年より、オーストリア科学アカデミー(ÖAW)の量子光学及び量子情報研究所(IQOQI)でScientific Directorを務めている。既婚者で、3人の子供がいる。

## 研究
実験物理学者としての専攻は、原子や分子のボース＝アインシュタイン凝縮とフェルミイオン量子気体である。2002年に共同研究グループはセシウム原子からボース＝アインシュタイン凝縮物を初めて作り出すことに成功した。翌年、グループは分子の最初のボース＝アインシュタイン凝縮物を作り出した（コロラド州ボルダーのJILAのデボラ・S・ジンのグループと同時に）。2004年にインスブルックの科学者とともにフェルミ凝縮を達成した。彼らの研究はサイエンスによってその年の自然科学の世界的成果トップ10にランクインされた。集団振動と対エネルギーに関する研究において、フェルミ凝集中のエネルギーの損失のない粒子の流れ（超流動）の最初の証拠を見出した。その一方、彼と彼のチームは極低温量子ガス中でより複雑な分子を作り出すことに成功した。現在は異なる元素の原子からの混合凝縮物の生成を目指している。2006年には共同研究により、物理学の古くからの謎のベールを取り払った。彼らはエフィモフ状態の実験的観察に初めて成功した。これはロシアの科学者ヴィタリ・エフィモフが1970年代初めに理論的に予測した神秘的な量子状態である。

## 賞
その業績により様々な賞を受けている。2005年、オーストリアで最高の科学賞であるウィトゲンシュタイン賞を受賞した。同年、オーストリアの日刊紙Die Presseは彼を"Austrian (Researcher) of the Year 2005"と称した。1996年にはドイツ研究振興協会(DFG)のGerhard Hess Prize、1989年にチューリッヒ工科大学のシルバーメダルを受賞した。近年はアメリカ物理学会のBeller Lectureship Award(2007年)、チロルのScience Award (2008年)、Austrian Club of Education and Science Journalistsにより"Austrian Scientist of the Year 2009"を受賞している。2006年にはオーストリア科学アカデミーの正式会員になっている。